# Roverchiara
Roverchiara – miejscowość i gmina we Włoszech, w regionie Wenecja Euganejska, w prowincji Werona.
Według danych na rok 2004 gminę zamieszkiwały 2653 osoby, 139,6 os./km².